# Rohardushof
Het Rohardushof is een aardewerkmuseum in het tot de West-Vlaamse gemeente Alveringem behorende gehucht Beveren-Kalsijde, gelegen aan Bergenstraat 2.
Het museum toont historisch aardewerk en is voortgekomen uit het feit dat zowel in de huidige gemeenten Poperinge als Alveringem een bloeiend pottenbakkerswezen en aardewerkindustrie heeft bestaan. Tot de collectie behoren pijpen, vaatwerk en tegels, voornamelijk uit het tijdperk van de middeleeuwen tot in de 20e eeuw. Onder andere in Roesbrugge en de stad Poperinge was veel nijverheid op dit terrein.